# Seeed studio

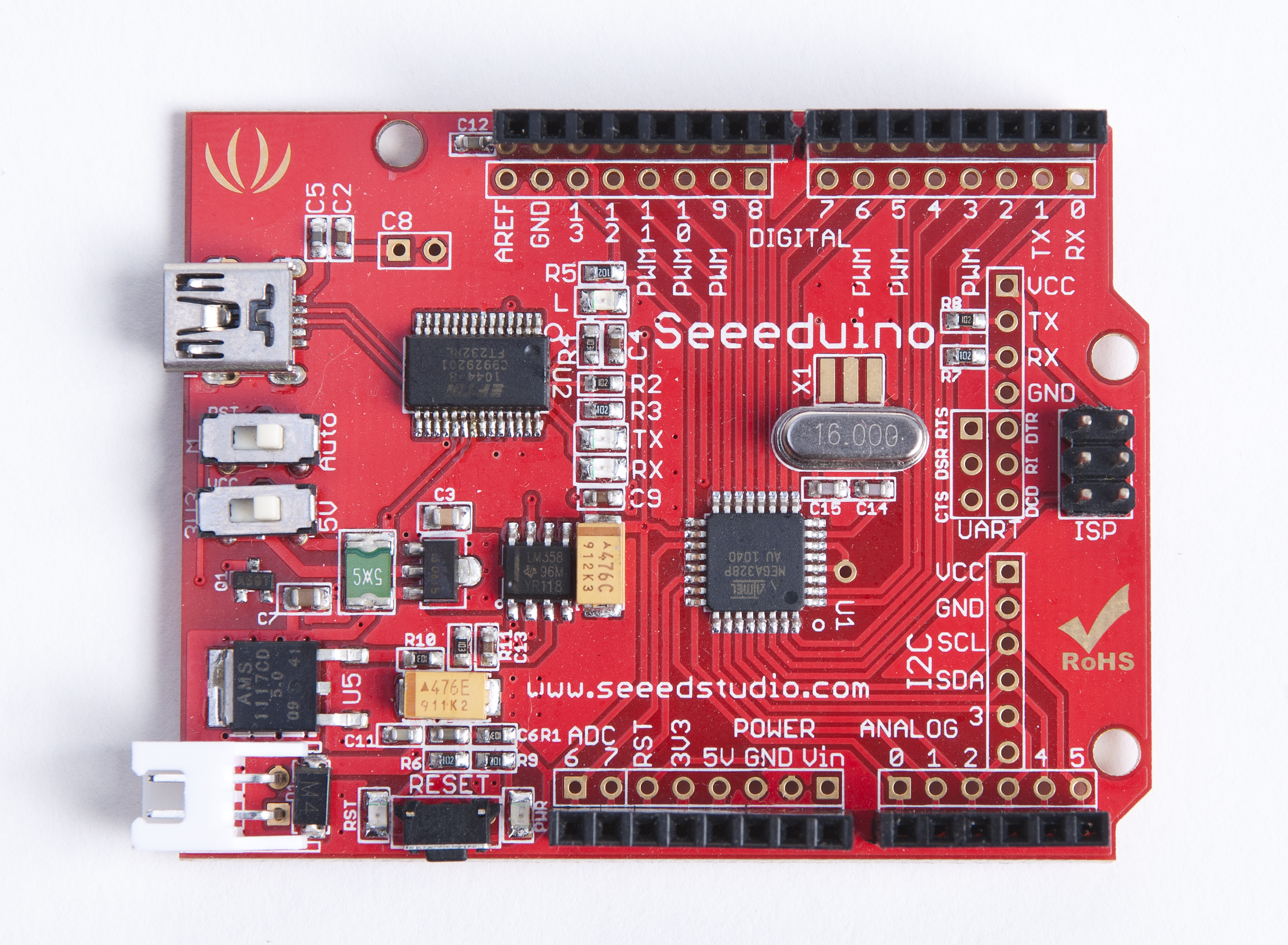
Seeeduino - Arduino 互換コントローラー

Seeed studio（シード スタジオ、中国語: 深圳矽递科技股份有限公司、英語: Seeed Technology Co., Ltd.）は中国広東省深圳にある会社で、オープンソースハードやIoTの試作向け製品の製造販売や、プリント基板や3Dプリントの造形サービス、他社のIoT製品の販売を行っている製造会社である。2011年から初め、メイカースペースの運営やMaker Faireの運営に携わる。
日本法人Seeed株式会社はSeeed studioの国内総代理店として、製品情報提供やマーケティング活動、また、少量多品種のものづくりのお手伝い、Seeed製品の開発を行っている。

## 歴史
- 2008年、潘昊（現CEO）が深圳で起業
- 2010年、IoTモジュールグローブシステム公開
- 2011年、深圳最初のメイカースペース柴火創客空間（CHAIHUO MAKER SPACE）を設立
- 2011年、プリント基板製造サービス「FusionPCB」開始
- 2012年、主催者として、深圳に初めてのMaker Faireを導入
- 2013年、Seeed studioのCEO潘昊がフォーブスに報道された[2]
- 2015年、李克強首相が深圳にあるメーカースペースの Chaihuo Makerspace（柴火創客空間）を訪問する[3]
- 2017年、日本法人Seeed株式会社を設立

## 製品類
- Grove
  - センサー系 -モーションセンサー、環境センサー、生体センサーなど
  - ディスプレイ系
  - Arduino用Groveベースシールド
  - Raspberry Pi用Groveベースシールド
- Seeeduioシリーズ
  - Seeeduino Xiao
  - Seeeduino Nano
  - Seeeduino V4.2
- Wioシリーズ
  - Wio Terminal
  - Wio LTE
  - WIo Link
  - Wio Node
- Rebutton
- Respeaker